# Tadorna tadorna

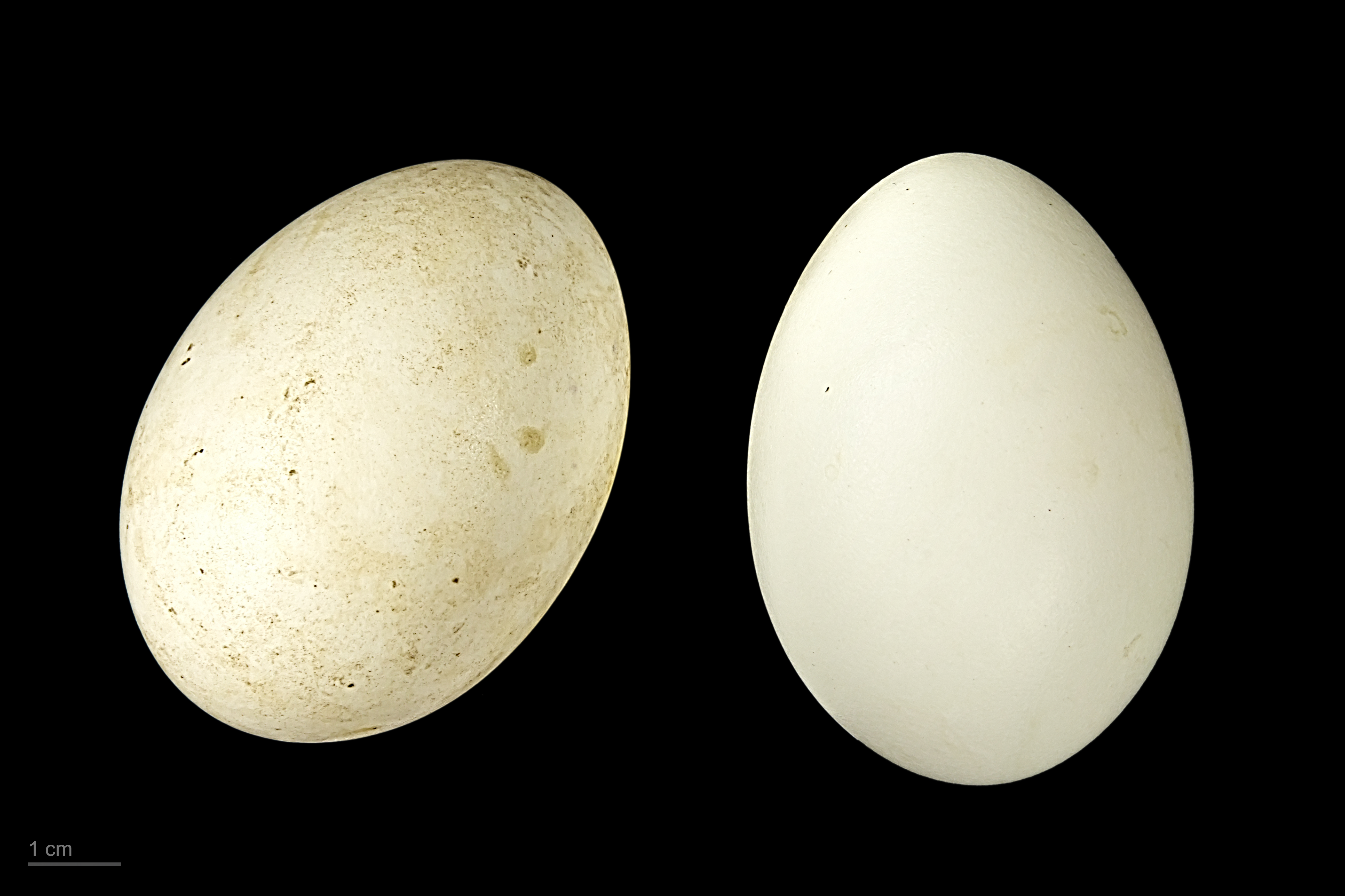
Tadorna tadorna

La volpoca (Tadorna tadorna, Linnaeus 1758) è un uccello della famiglia degli Anatidae.

## Morfologia
Le differenze tra le volpoche e le casarche sono, dal punto di vista strutturale, poco significative: il becco del maschio si distingue per una gobba che compare al tempo della propagazione e sparisce completamente dopo di essa, nonché per la maggior ampiezza della mascella superiore; le ali delle volpoche sono inoltre un po' più corte di quelle delle affini, e le loro zampe più piccole. Per quanto riguarda i colori del piumaggio, testa e collo sono di una lucente tonalità verde-scura, sulle spalle spiccano due grandi macchie nere, il centro del dorso, le copritrici delle ali, uno spazio sul petto, i lati del corpo e una parte delle remiganti sono d'un bianco abbagliante; mentre il centro del petto ed il ventre sono nero-grigi, un largo collare e le remiganti dell'omero rosso-cannella, il sottocoda gialliccio e le altre remiganti grigio-nere. La volpoca ha gli occhi di color bruno-noce scuro, il becco rosso-carminio e il piede carnicino; la sua lunghezza è di circa sessanta centimetri, la coda di dieci, le singole ali di trentacinque e l'apertura alare di novanta.

## Distribuzione
Sulle coste del Mare del Nord e del Baltico quest'anatra è tra le specie più comuni della famiglia; verso nord essa arriva all'incirca fino al centro della Svezia e verso sud fino al Nordafrica, dove durante l'inverno s’incontra nell'area mediterranea, a volte in moltitudini incalcolabili; la si è inoltre osservata sulle coste della Cina e del Giappone, in tutti i maggiori laghi della Siberia e del centro dell'Asia. In Italia è stanziale in Sardegna.

## Alimentazione
Attratta soprattutto dalle acque marine e salmastre in genere, la volpoca cerca tra i vegetali che crescono in loro prossimità la base della propria alimentazione; ha però bisogno di una certa dose di cibo animale per mantenersi in buona salute.

## Riproduzione
Il nido viene posto sempre ed esclusivamente nelle cavità del terreno. A questo proposito, è proprio a questa sua abitudine che è legato il suo nome; difatti la volpoca è solita utilizzare le vecchie tane di volpi e di altri mammiferi per la deposizione delle uova (volp-oca).
Le covate comprendono, di norma, da sette a dodici uova; se l'uomo, come spesso succede, non interviene a sottrarle man mano che vengono deposte per cibarsene o darle a covare in cattività, esse possono raggiungere il limite di venti o trenta unità. L'incubazione dura all'incirca per ventisei giorni, dopo di che la madre conduce i suoi piccoli verso la più vicina zona acquitrinosa per insegnar loro a muoversi nell'acqua ed a procacciarsi il cibo.

## Galleria d'immagini

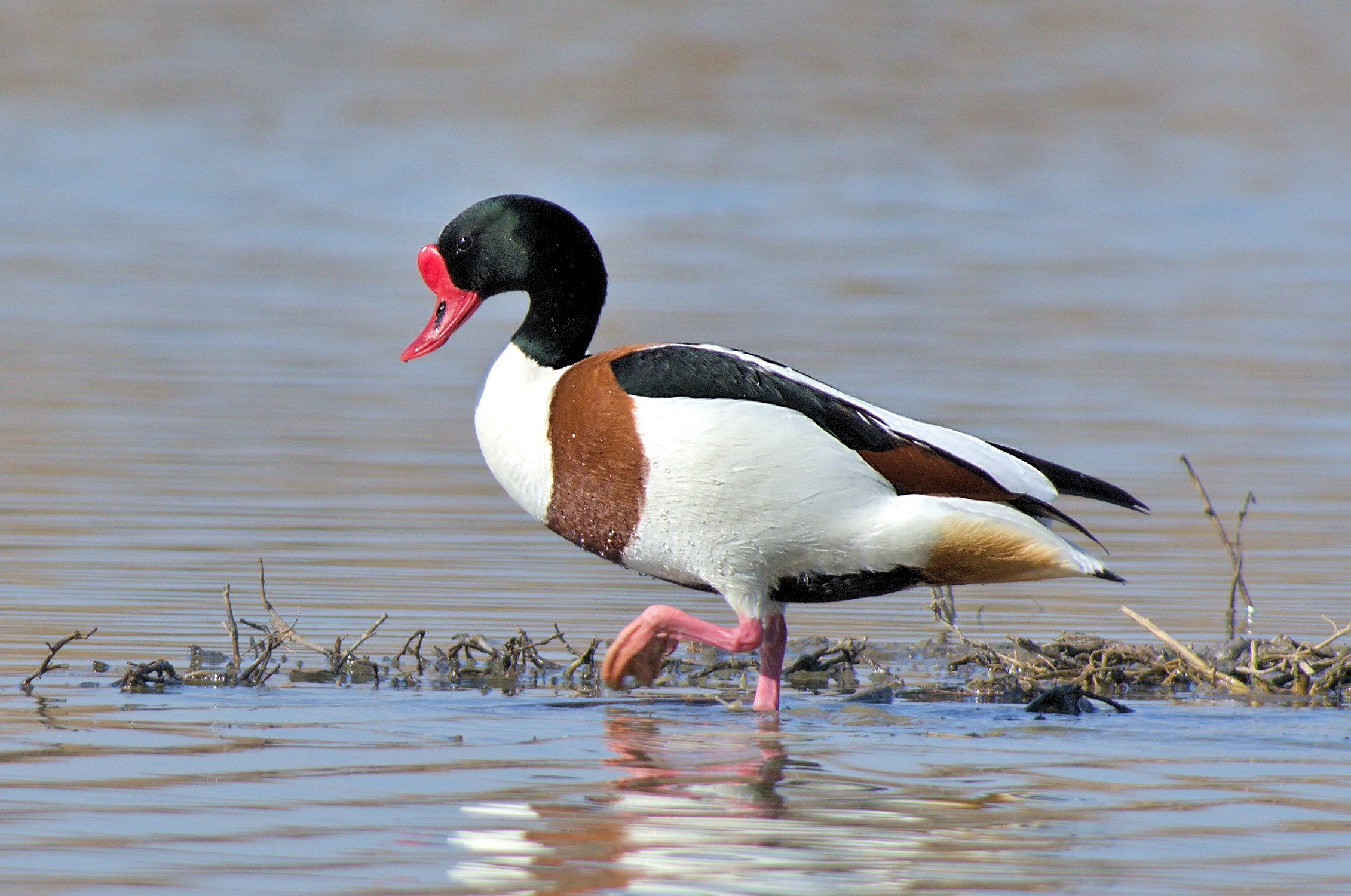
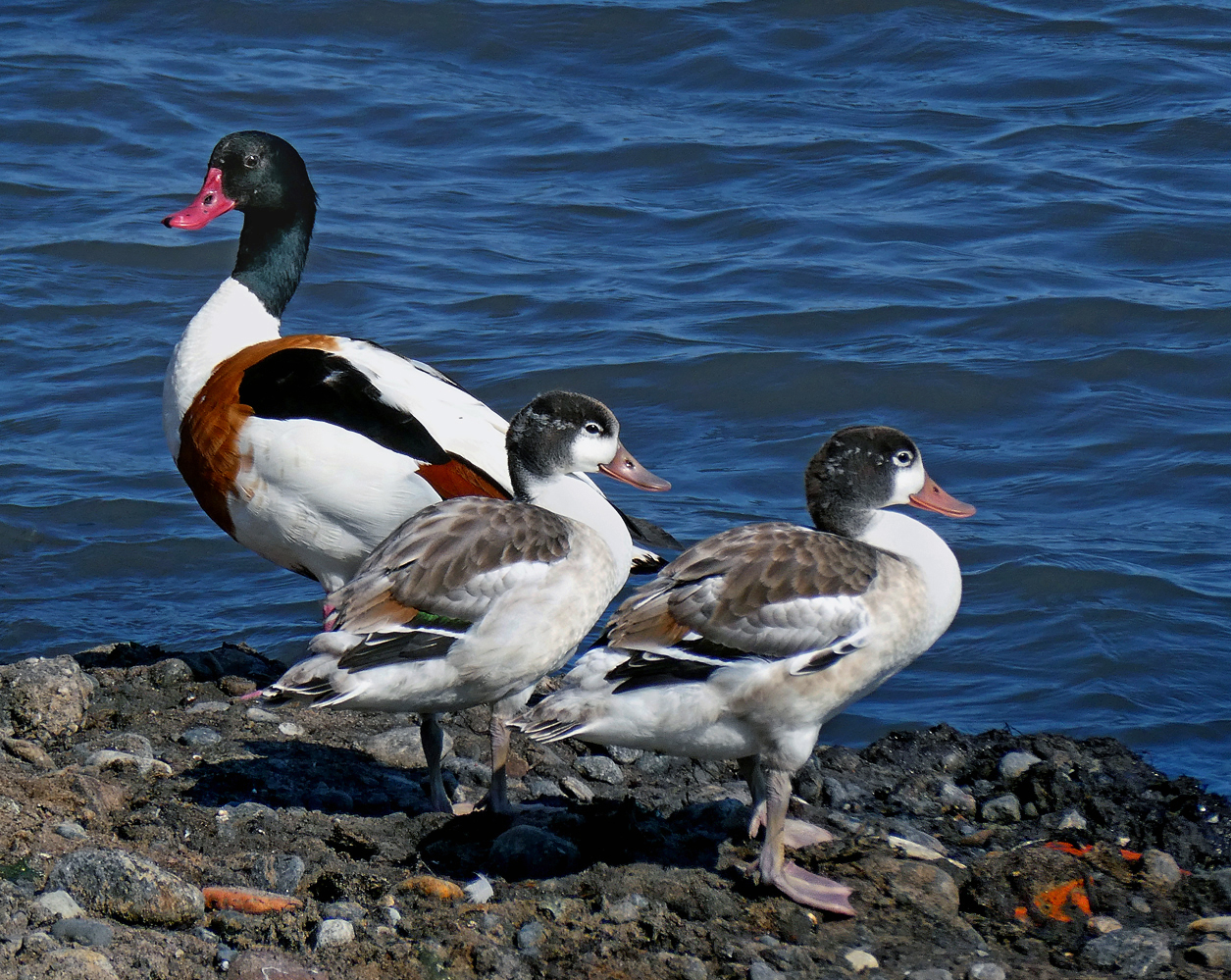